# Monobia proeta
Monobia proeta är en stekelart som först beskrevs av Cresson 1865.  Monobia proeta ingår i släktet Monobia och familjen Eumenidae. Inga underarter finns listade i Catalogue of Life.